# Aéroport international de Piarco
 (septembre 2016).
L'aéroport International de Piarco est l'aéroport principal de l'île de Trinité, à 17 km au sud-est de Port-d'Espagne, capitale de Trinité-et-Tobago.

(code IATA : POS • code OACI : TTPP).

## Situation
| Piarco Tobago Base Camden |

## Statistiques
Pour des raisons techniques, il est temporairement impossible d'afficher le graphique qui aurait dû être présenté ici.

Voir la requête brute et les sources sur Wikidata.

## Compagnies et destinations

### Passagers
| Compagnies         | Destinations |
| ------------------ | --- |
| Air Canada Rouge   | Toronto (Pearson) |
| American Airlines  | Miami |
| British Airways    | Londres-Gatwick |
| Caribbean Airlines | - Saint John's-V. C. Bird, - Bridgetown-Grantley-Adams Caracas-Maiquetía, - Fort Lauderdale-Hollywood, - Georgetown-Cheddi Jagan, - Saint-Georges - Maurice-Bishop, - La Havane-José Martí, - Kingston-N. Manley, - Miami, - Nassau L. Pindling, - New York-John F. Kennedy, - Orlando, - Paramaribo-J. A. Pengel, - Sainte-Lucie - George. F. L. Charles, - Saint-Martin - Princesse-Juliana, - Saint-Vincent-Argyle, - Tobago, - Toronto (Pearson) |
| Copa Airlines      | Panama-Tocumen |
| JetBlue Airways    | Fort Lauderdale-Hollywood, New York-John F. Kennedy |
| LIAT               | Saint John's-V. C. Bird, Bridgetown-Grantley-Adams, Georgetown-Ogle, Saint-Georges - Maurice-Bishop, Sainte-Lucie - George. F. L. Charles, Saint-Vincent-Argyle |
| Surinam Airways    | Curaçao, Paramaribo-J. A. Pengel |
| United Airlines    | Houston-George Bush, Newark-Liberty |
| WestJet            | Toronto (Pearson) |

Édité le 09/08/2018

### Cargo
| Ameriflight                                     | Saint Lucia, San Juan, Barbados                                                                          |
| Amerijet International                          | Miami, Barcelona (VEN), Georgetown, Maturín, Port-au-Prince, Saint Vincent, Santiago (DR), Santo Domingo |
| Caribbean Airlines operated by ABX Air          | Barbados, Georgetown, Miami                                                                              |
| DHL Aviation                                    | Grenada                                                                                                  |
| DHL Aviation operated by Vensecar Internacional | Barbados, Caracas                                                                                        |
| FedEx Express operated by Mountain Air Cargo    | Aguadilla                                                                                                |
| LIAT Quikpak                                    | Barbados, Grenada, Saint Vincent, Antigua, Curaçao, Georgetown, Saint Lucia                              |
| Roraima Airways                                 | Georgetown                                                                                               |

## Sources et liens externes
article en anglais
- Piarco Intl Airport
- World Aero Data